# Pothos longipes
Pothos longipes är en kallaväxtart som beskrevs av Heinrich Wilhelm Schott. Pothos longipes ingår i släktet Pothos och familjen kallaväxter. Inga underarter finns listade.

## Bildgalleri

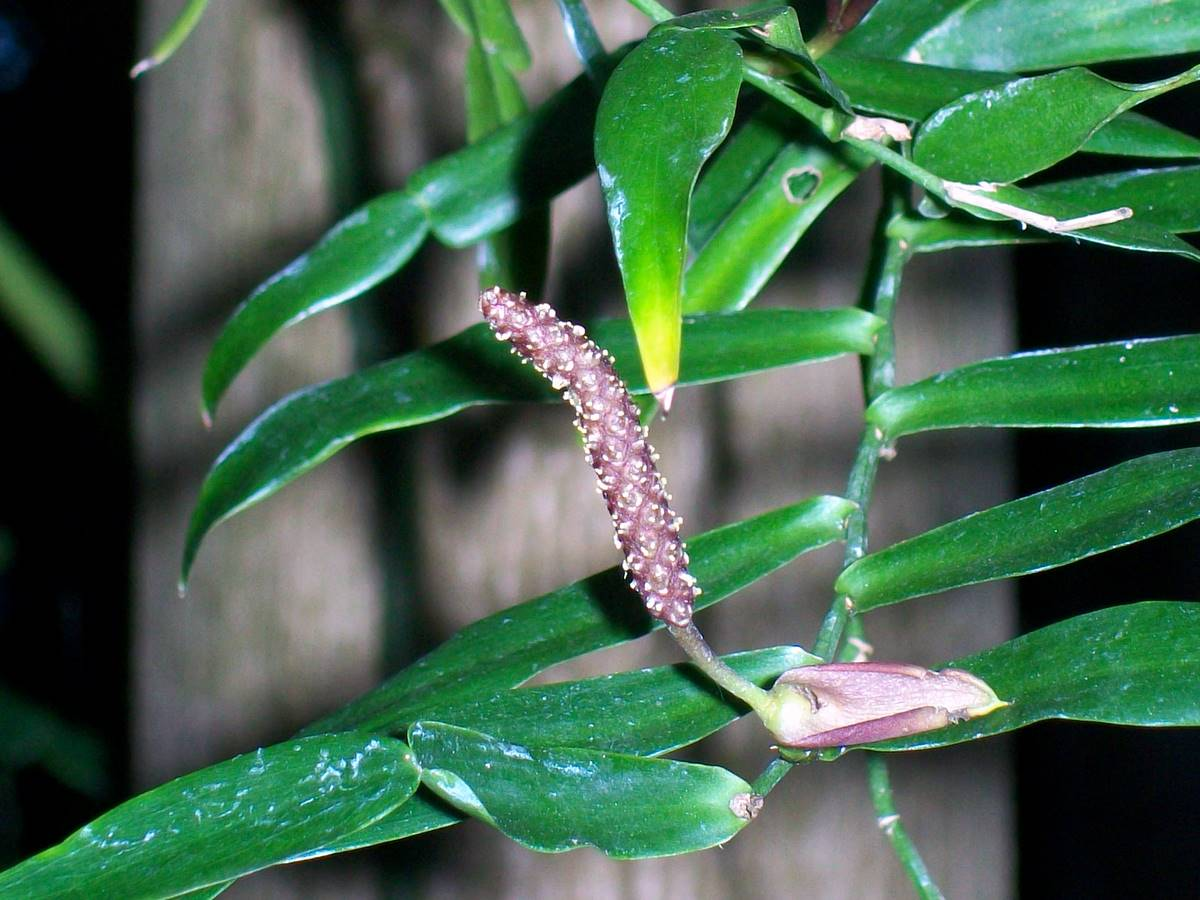